# Morsjön, Uppland
Morsjön är en sjö i Norrtälje kommun i Uppland och ingår i Skeboåns huvudavrinningsområde. Sjön har en area på 0,0759 kvadratkilometer och ligger 15,3 meter över havet.

## Delavrinningsområde
Morsjön ingår i det delavrinningsområde (665523-166210) som SMHI kallar för Utloppet av Närdingen. Medelhöjden är 20 meter över havet och ytan är 46,07 kvadratkilometer. Räknas de 28 avrinningsområdena uppströms in blir den ackumulerade arean 433,36 kvadratkilometer. Avrinningsområdets utflöde Skeboån (Framån) mynnar i havet. Avrinningsområdet består mestadels av skog (71 procent) och jordbruk (11 procent). Avrinningsområdet har 4,02 kvadratkilometer vattenytor vilket ger det en sjöprocent på 8,7 procent. Bebyggelsen i området täcker en yta av 0,3 kvadratkilometer eller 1 procent av avrinningsområdet.